# HK33突擊步槍
HK33是黑克勒-科赫第一种推出的NATO 5.56×45毫米口徑突擊步槍，在1968年起生產，基於HK G3的設計縮小改進而成。除德國原廠黑克勒-科赫外，美國、土耳其及法國MAS亦有合法特許生產。

## 設計
HK33發射北約5.56×45毫米彈藥，早期槍管膛線纏距為305毫米，後因改用SS109／M855彈藥而改為178毫米。HK33採用滾輪延遲反衝式運作系統、閉鎖式槍機設計，扳機系統設有「S ／ 0」（保險）、「E ／ 1」（單發）及「F ／ 25」（全自動）模式，當調至保險時系統會強制鎖定扳機。HK33採用淨重250克的25發鋼制彈匣、30發彈匣或淨重157克鋁制彈匣供彈，瞄準具與HK G3相同，裝有固定前準星和可調風偏及距離（100、200及400米）的後照門，上機匣對應黑克勒-科赫生產的瞄準具導軌，消焰器可發射22毫米槍榴彈及掛上刺刀。HK33可通用MP5及G3系列的槍托，亦對應HK79 40毫米榴彈發射器及空包彈助退器。

## 型號
HK33與G3一樣，亦衍生出一個系列：
基本型
- HK33A2

HK33A2是HK33的固定槍托版，裝有SEF（「S」安全—「E」單發—「F」全自動）扳機。
- HK33A3

HK33A3裝有SEF扳機及HK MP5式伸縮槍托。
E型（出口型）

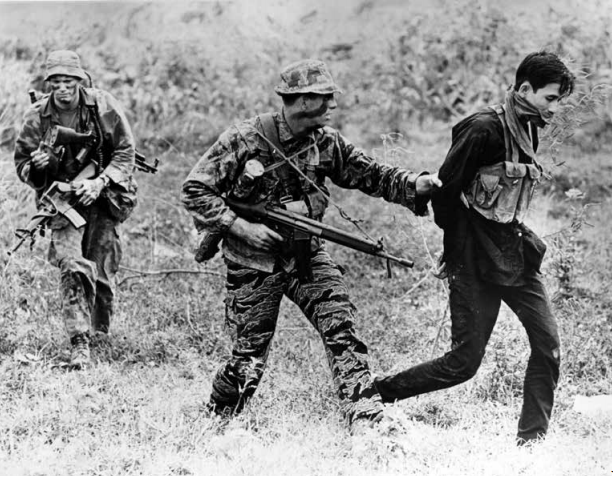
美國海軍三棲特戰隊在越戰期間曾經少量使用HK33

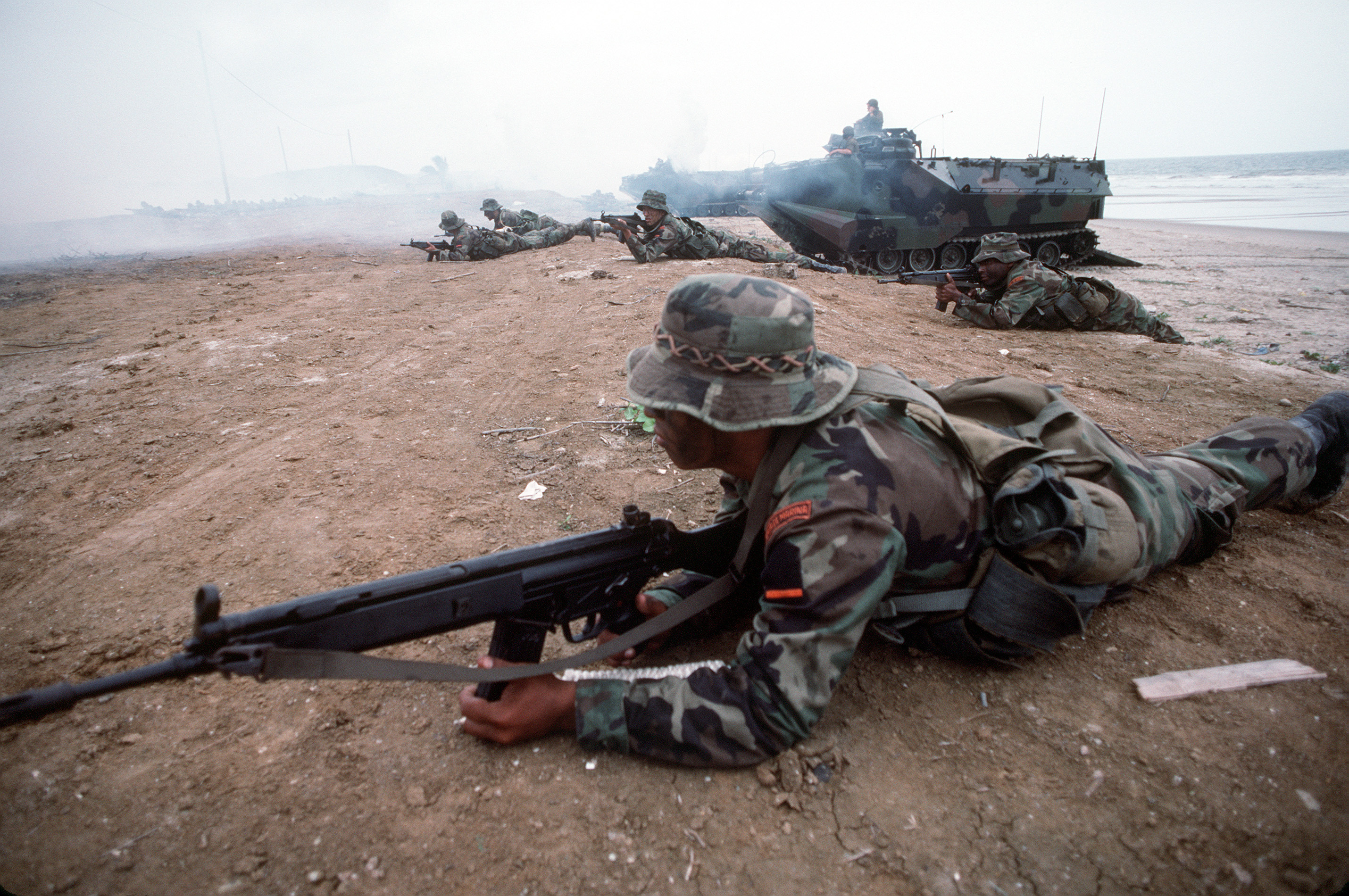
厄瓜多爾海軍陸戰隊的HK33E

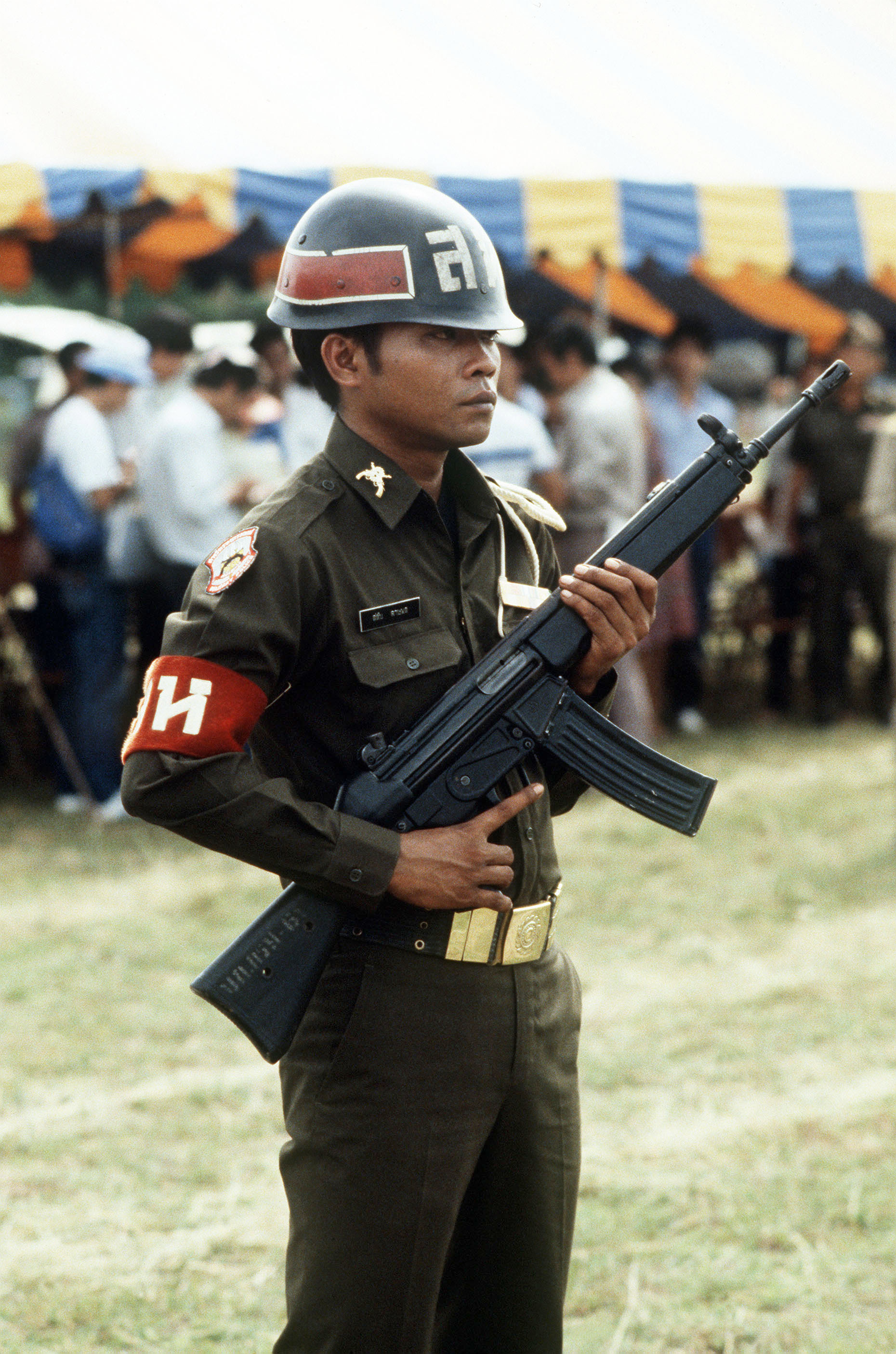
泰國保安部隊的HK33A2，裝有40發彈匣

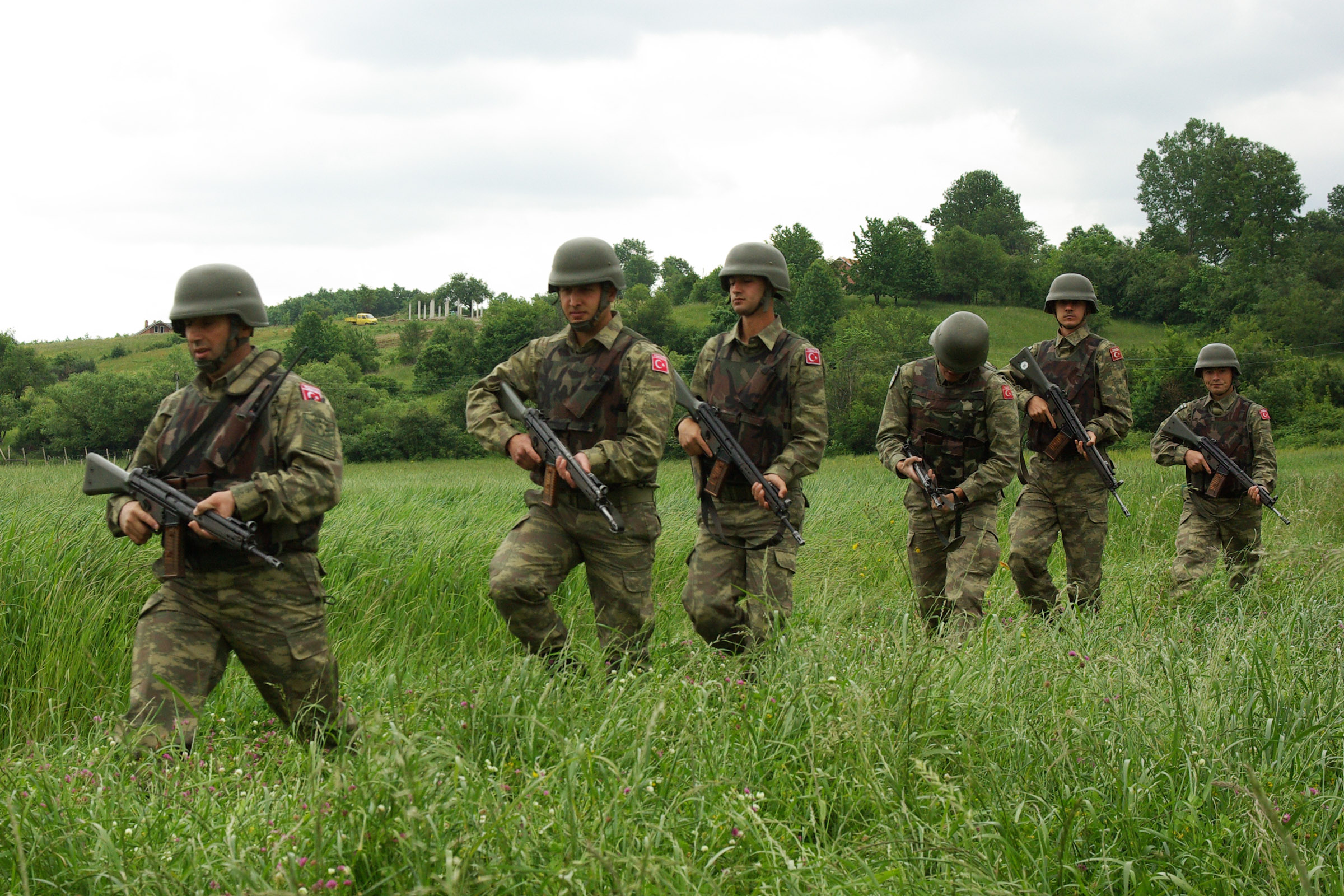
土耳其軍隊使用由MKEK授權生產的HK33，留意槍上的半透明彈匣

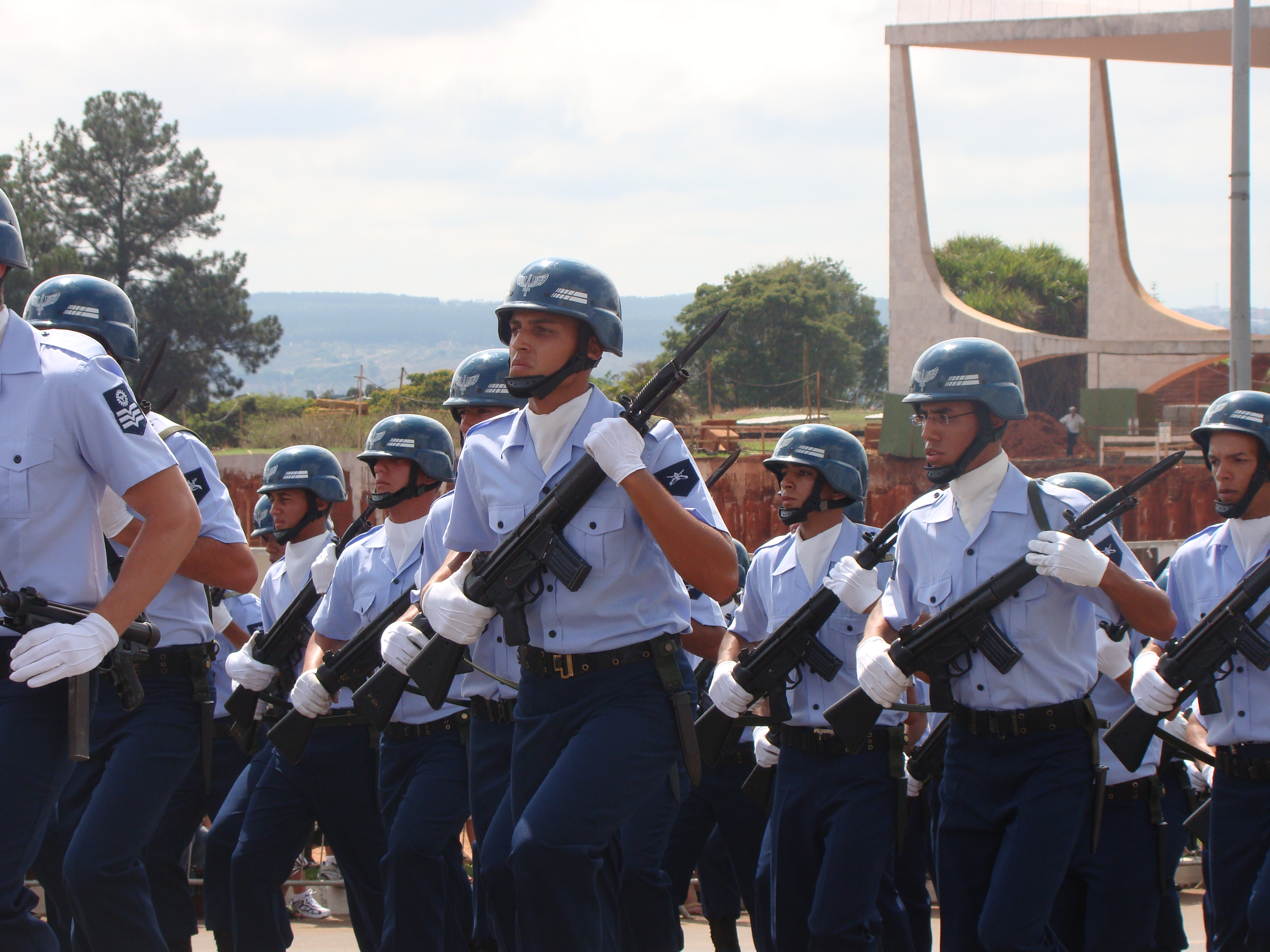
使用HK33的巴西空軍人員

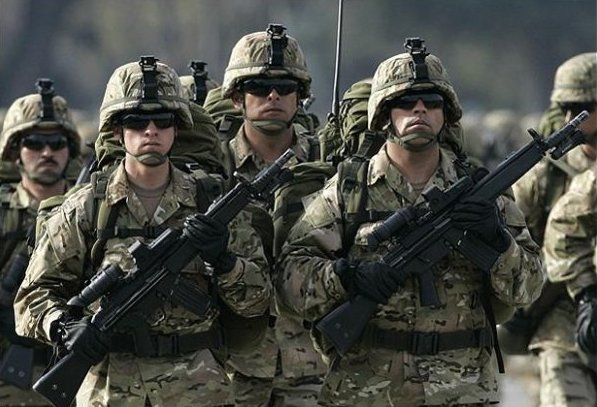
智利軍隊裝備的HK33現代化改裝型

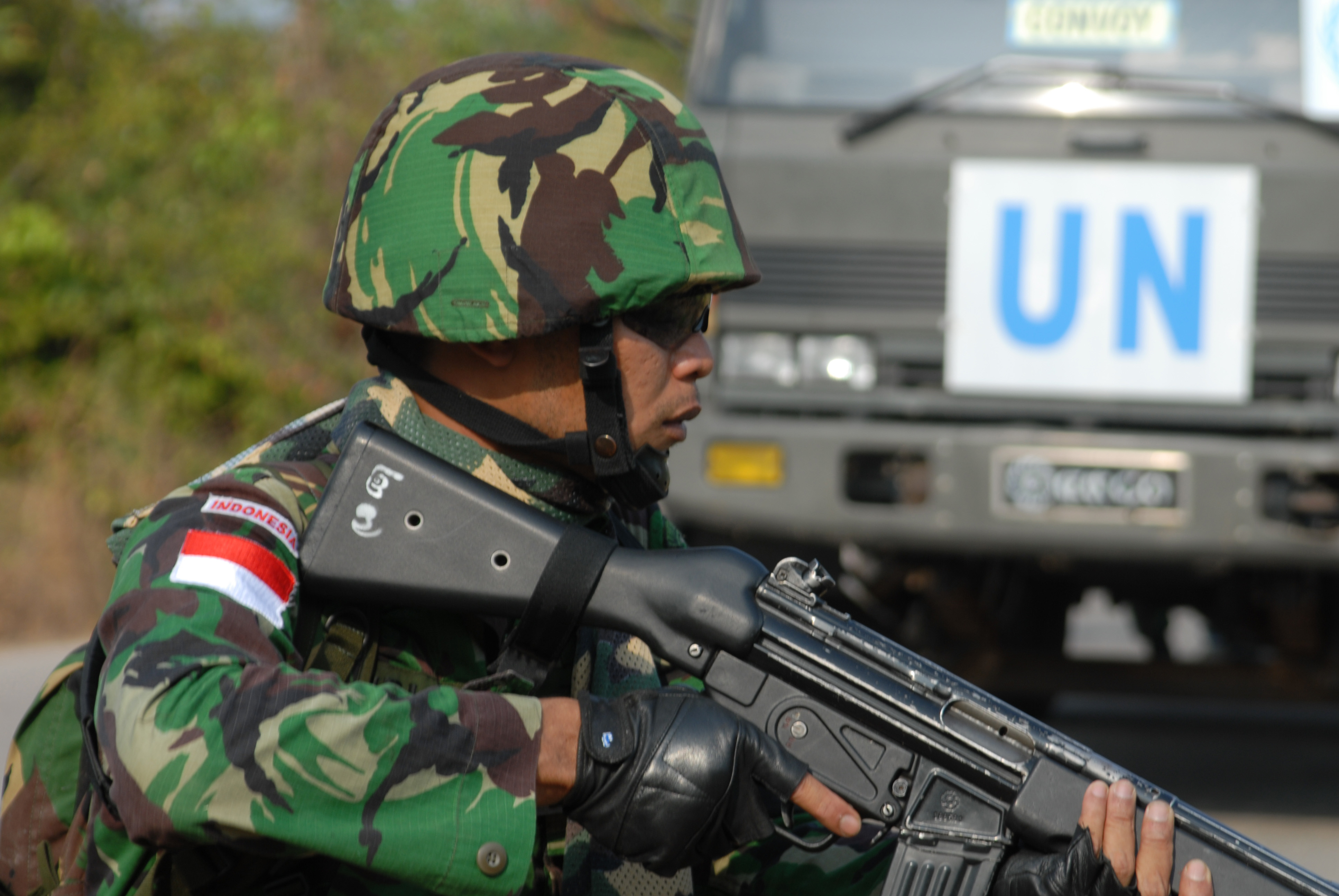
參與聯合國維和部隊的印尼軍士兵也使用了HK33

E型是HK33的出口改進型（Export market），裝有較長的機匣及可選的扳機組件（全自動可改為三點發）。
- HK33EA2

HK33EA2是HK33E的固定槍托版，扳機可選。
- HK33EA3

HK33EA3裝有可選扳機及伸縮槍托。
- HK33KEA3

HK33KEA3是HK33KE的卡賓槍版本，裝有短槍管、可選扳機及伸縮槍托。
特別型號
- HK13

HK13是HK33的輕機槍版本，裝有快拆式重槍管、隔熱片及兩腳架，配有特制彈鼓。
- HK43

HK43是為美國民間市場而推出的半自動民用型，在1974年至1975年間制造，後被HK93取代。
- HK53

HK53是HK33的突擊卡賓槍版本，口徑相同，比HK33KEA3進一步縮短，縮起槍托後全長只有590毫米。最初計劃是用作個人防衛武器。
- - HK53 MICV

HK53的射孔槍版本。
- HK93

HK93是1975年後出口至美國的半自動民用型。
- HK33E-TGS

HK33-TGS（Tactical Group Support）是裝有HK79 40毫米榴彈發射器的版本。
- HK33SG/1

HK33SG/1是HK33的狙擊步槍版本（類似HK G3SG/1），裝有光学瞄准镜、兩腳架、特制消焰器及特制扳機。
- H&R T223

由美國H&R（Harrington & Richardson）合法生產的版本，在越戰時的海豹部隊亦有裝備。
- MA-11

緬甸製造的 HK33 突擊步槍，於 90 年代末至 2000 年代初服役。它是由KaPaSa與緬甸Fritz Werner Industries以及緬甸陸軍機電和工程兵團（EMEC）的工程師合作製造的。槍管下方可以安裝刺刀。它可以使用STANAG彈匣。
- MA-12

緬甸製造的 HK33 輕機槍，由 KaPaSa 與緬甸 Fritz Werner Industries 以及緬甸陸軍機電和工程兵團 (EMEC) 的工程師合作製造，該機槍有重型槍管、兩腳架和提把。可使用STANAG彈匣。

## 使用者
- 安道尔—HK33衍生型
- 阿根廷—HK33衍生型
- - 澳大利亞陸軍特種空勤團（HK53衍生型）
- —HK33衍生型
- 巴西—HK33E衍生型[2]
- 加拿大
- 智利—為HK33衍生型，目前正被FN SCAR取代中。[2] [3]
- 賽普勒斯
- 丹麦
- 东帝汶
- —HK33衍生型[2]
- 薩爾瓦多—HK33衍生型[2]
- 法國
  - 國家憲兵干預組（HK33A2）
- 德国
  - 德國聯邦警察（HK53衍生型）[2]
- —HK33衍生型[2]
- 希腊—HK33E衍生型[2]
- —HK33衍生型[2]
- 香港
  - 香港警務處特別任務連（HK53衍生型）
  - 香港海關（HK53衍生型）
- 印度尼西亞—HK53衍生型[4]
  - 印尼海軍蛙人指揮部（英语：Kopaska）
  - 印尼陸軍特種部隊指揮部（英语：Kopassus）
- 伊朗—HK53衍生型[2]
- 愛爾蘭—HK33E衍生型[2]
  - 愛爾蘭陸軍遊騎兵
  - 愛爾蘭和平衛隊緊急應變單位（英语：Garda Emergency Response Unit）
- 意大利
- 日本
  - 日本警察廳特殊急襲部隊
- 黎巴嫩
- 盧森堡—HK53
  - 大公國警察特別單位（英语：Unité Spéciale de la Police）[5]
- 马来西亚—HK33E衍生型[2]
- 墨西哥—HK33E衍生型[6]
- 緬甸—在本土生產HK33E衍生型[2]
- 荷蘭—HK33衍生型
- 巴基斯坦
- —HK33E衍生型[7]
- 巴拿马
- 秘魯
- 菲律賓[8]
- 葡萄牙—HK33E衍生型[2]
- 羅馬尼亞
- 沙烏地阿拉伯—HK33E衍生型[2]
- 塞内加尔—HK53衍生型[2]
- 南非
- 西班牙[9]
- 瑞典
- 瑞士
- 中華民國—HK53衍生型
  - 警政署維安特勤隊、霹靂小組
- 泰國—在本土生產HK33衍生型，命名為「11式」。[2]
- 土耳其—由機械和化學工業公司（MKE）授權生產HK33E衍生型。[10]
- 英国—HK33E及HK53衍生型[11]
  - 英國特種部隊（HK33衍生型）
  - 英國特種部隊、英國皇家憲兵（英语：Royal Military Police）及英國皇家海軍陸戰隊（HK53A3，以“L101A1”的名義採用）
  - 武裝警察單位（HK53）
- 美国—HK33及HK53衍生型
  - 美國海軍海豹部隊（HK33；在越戰期間有限地使用）
  - 多個警察局的特種武器和戰術部隊（HK53）[12]
  - 美國邊境巡邏隊（HK53）
- 委內瑞拉

### 前使用國
- 西德—HK33衍生型[13]
- 东德—HK33衍生型
  - 人民警察第9連[14][15]

## 登場作品

### 電子遊戲
- 2015年—：型號為HK33A2，命名為「AR33」，由特種空勤團幹員Thatcher所使用。
- 2019年—《少女前線》：2019年5月簽到獎勵。
- 2022年—《決勝時刻：現代戰爭II 2022》：型号为HK33的民用版HK93，命名為“Lachmann-556”，奇怪地拥有全自动射击功能。更換彈匣後玩家角色會使用“HK拍擊”方式上膛。
- 2024年—《蔚藍檔案》：夜櫻綺羅羅的固有武器「巧克力&草莓」原型。